# Gírgola groga
La gírgola groga (Laetiporus sulphureus) és una espècie de fong de l'ordre dels poliporals (Polyporales). És un  bolet de soca que es troba a Europa i Amèrica del Nord. Els seus esporocarps o cossos fructífers creixen en estructures de color groc daurat en forma d'estants sobre troncs d'arbres i branques. Vells cossos fructífers que es difuminen a beix o gris pàl·lid. La superfície inferior del cos fructífer està formada per porus tubulars.
Laetiporus sulphureus és un sapròfit i, en ocasions, un paràsit feble, que causa la podriment cúbic marró en el cor dels arbres en els quals creix. A diferència de molts bolets de soca, és comestible quan és jove, encara que s'han reportat reaccions adverses.

## Taxonomia i filogenètica
Laetiporus sulphureus va ser descrit per primera vegada com Boletus sulphureus pel micòleg francès Pierre Bulliard l'any 1789. Va tenir molts sinònims i finalment va rebre el seu nom actual l'any 1920 pel micòleg nord-americà William Murrill. Laetiporus significa "amb porus brillants" i sulphureus significa el color del sofre.
Les recerques a Amèrica del Nord han demostrat que existeixen diverses espècies similars dins del qual s'ha considerat L. sulphureus, i que el veritable L. sulphureus pot estar restringit a regions a l'est de les Muntanyes Rocoses. Les anàlisis filogenètiques de ITS, subunitats grans nuclears i seqüències de ADNr de subunitats mitocondrials petites de col·leccions nord-americanes han delineat cinc clades diferents dins del nucli del clade de Laetiporus:
- Clade Conifericola: conté espècies que viuen en coníferes, com la L. conifericola i L. huroniensis. Totes les altres espècies provades creixen en angiospermes.
- Clade Cincinnatus: conté L. cincinnatus.
- Clade Sulphureus I: conté aïllats de L. sulfureus de porus blanc.
- Clade Sulphureus II: conté aïllats de L. sulfureus de porus groc.
- Clade Gilbertsonii : conté L. gilbertsonii i aïllats del Carib no identificats.

## Descripció
El cos fructífer emergeix directament del tronc d'un arbre i, inicialment, té forma de botó, però aviat s'expandeix a estants amb forma de ventall, en general creix en nivells superposats. És de color groc sofre a taronja brillant i té una textura similar a la d'una camussa. Vells esporocarps es descoloreixen a beix o blanc. Cada estant pot tenir de 5 a 60 cm d'ample i fins a 4 cm de gruix. El capell fèrtil és de color groc sofre amb petits porus o tubs, i produeix una impressió d'espores blanques. Quan està fresca, la carn és suculenta amb una forta aroma fúngica i traspua un suc groguenc i transparent, però aviat es torna seca i trencadissa.

## Distribució i hàbitat

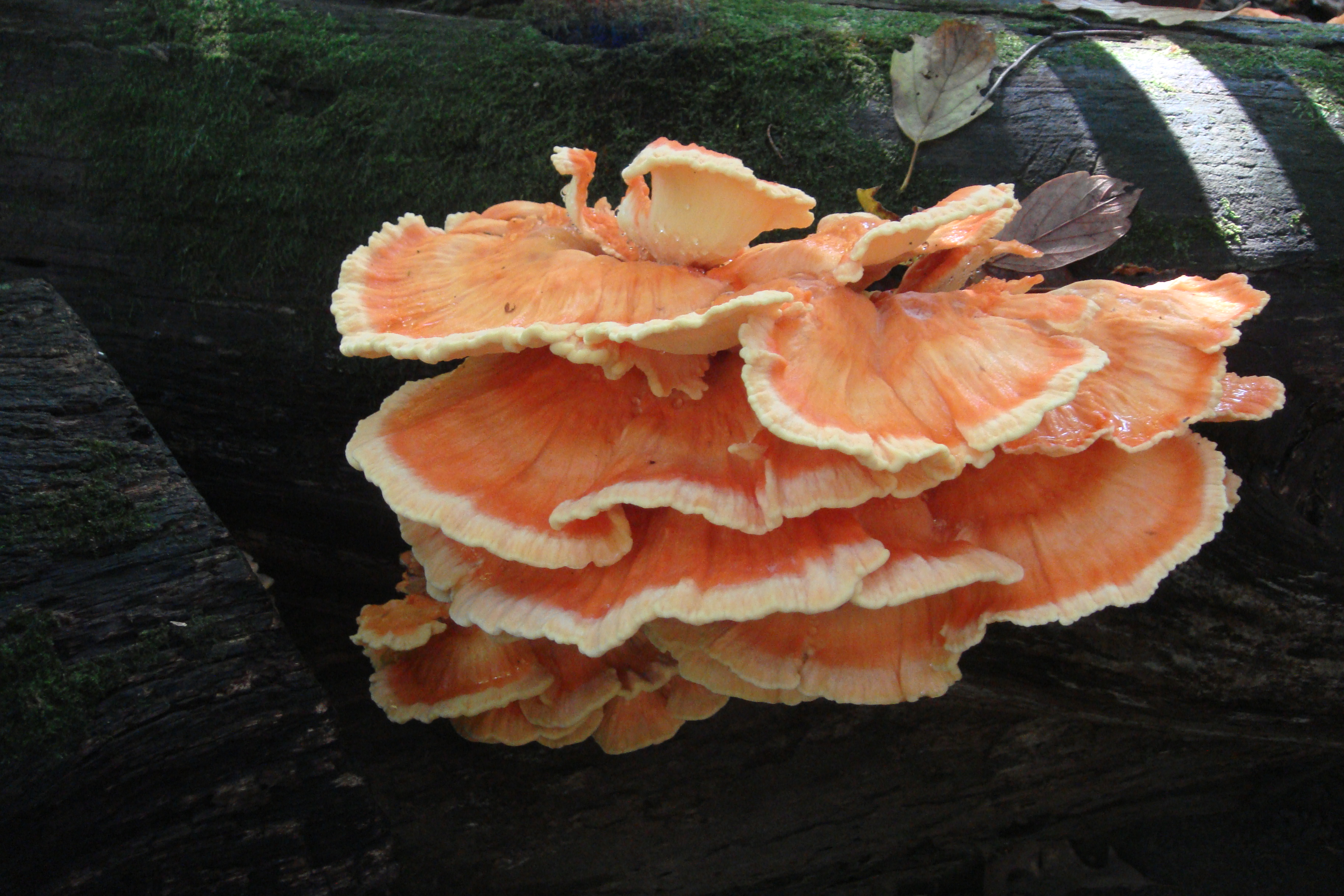
Gírgola groga (Laetiporus sulphureus) al Parc de Perspectiva, Brooklyn, Nova York l'octubre 5, 2012.

Laetiporus sulphureus es distribueix àmpliament a Europa i Amèrica del Nord, encara que el seu abast pot estar restringit a àrees a l'est de les Muntanyes Rocoses. Creix en fustes dures mortes o madures i s'ha informat d'una gran varietat d'arbres hostes, com Quercus, Prunus, Pyrus, pollancre, salze, Robinia i Fagus, ocasionalment també de coníferes, des d'agost fins a octubre o més tard, de vegades tan primerenc com al juny. A la regió mediterrània, aquesta espècie es troba generalment a Ceratonia i Eucalyptus. Normalment es troba creixent en grups.

### Parasitisme
El bolet causa la podriment cúbica marró del duramen a les arrels, la base de l'arbre i la tija. Després de la infecció, la fusta al principi es descoloreix de groc a vermell, però posteriorment es torna marró vermellosa i trencadissa. En les etapes finals de la descomposició, la fusta es pot desfer com la pols entre els dits.

### Rècord mundial Guinness
Un espècimen que pesava més de 45 kg va ser trobat a New Forest, Hampshire, Regne Unit, el 15 d'octubre de 1990.

## Sabor agradable

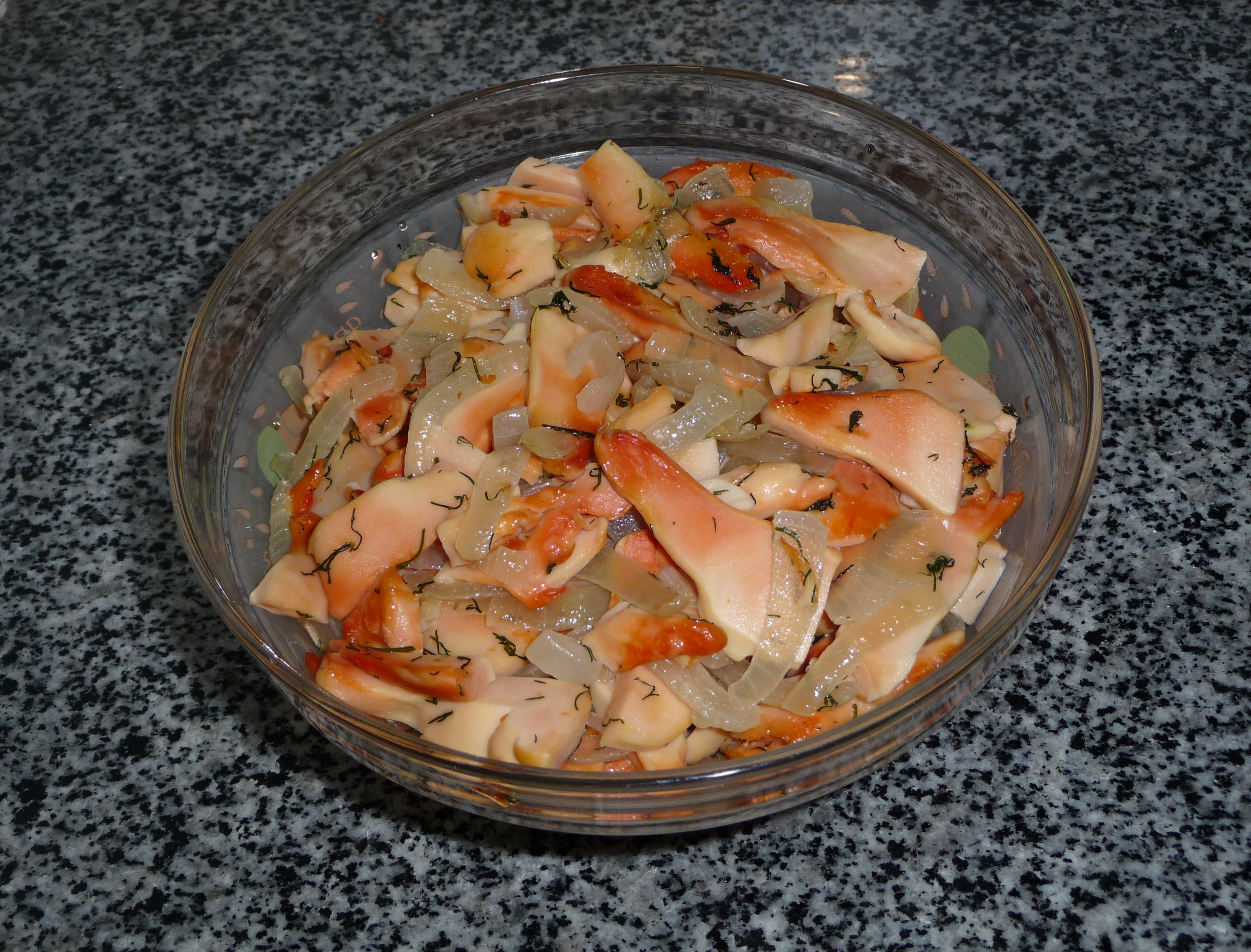
Laetiporus sulphureus plat preparat.

Molta gent pensa que el bolet té gust de cranc o llagosta. Els autors de Mushrooms in Color van dir que el fong té bon sabor saltejat amb mantega o preparat en una salsa de crema servida amb torrades o arròs. És molt apreciat a Alemanya i Amèrica del Nord.
Els espècimens joves són comestibles si traspuen grans quantitats d'un líquid aquós clar a groc pàl·lid. El bolet no ha de ser menjar cru. Als cérvols els agrada menjar-lo.

### Efectes al·lèrgics
Algunes persones han experimentat molèsties gastrointestinals havent dinat aquest fong, i no han de consumir-se crus.
Poden produir-se reaccions adverses greus, inclosos vòmits i febre, en aproximadament el 10 % de la població, però també es creu que això és el resultat de la confusió amb espècies morfològicament similars, com Laetiporus huroniensis, que creix en els arbres de cicuta, i Laetiporus gilbertsonii que creix en l'eucaliptus.

## Medicinal
El fong produeix la lectina de Laetiporus sulphureus (LSL) que exhibeix activitats hemolítiques i d'hemaglutinació. Les lectines hemolítiques són proteïnes d'unió al sucre que allisen i aglutinen les cèl·lules. Aquestes activitats bioquímiques es promouen quan s'uneixen als carbohidrats.

## Cultiu
En comparació d'espècies com Agaricus bisporus (xampinyó), el cultiu comercial de Laetiporus és limitat. No obstant això, es pot conrear; La producció més fiable i ràpida d'aquest fong és el cultiu en interiors. El bolet pot o no requerir la calor i la humitat que requereixen els fongs, depenent del cep. El desenvolupament de bolets és sensible als nivells de diòxid de carboni i les condicions de llum. S'ha aconseguit el cultiu artificial sobre substrats sintètics.